# Preston County
Preston County ist ein County im Bundesstaat West Virginia der Vereinigten Staaten. Bei der Volkszählung im Jahr 2020 hatte das County 34.216 Einwohner und eine Bevölkerungsdichte von 20 Einwohnern pro Quadratkilometer. Der Verwaltungssitz (County Seat) ist Kingwood.

## Geographie
Das County liegt im Nordosten von West Virginia, grenzt im Osten an Maryland, im Norden an Pennsylvania und hat eine Fläche von 1687 Quadratkilometern, wovon acht Quadratkilometer Wasserfläche sind. Es grenzt im Uhrzeigersinn an folgende Countys: Fayette County (Pennsylvania), Garrett County (Maryland), Grant County, Tucker County, Barbour County, Taylor County und Monongalia County.

## Geschichte
Preston County wurde am 19. Januar 1818 aus Teilen des Monongalia County gebildet. Benannt wurde es nach James Patton Preston, einem Gouverneur von Virginia.

## Demografische Daten

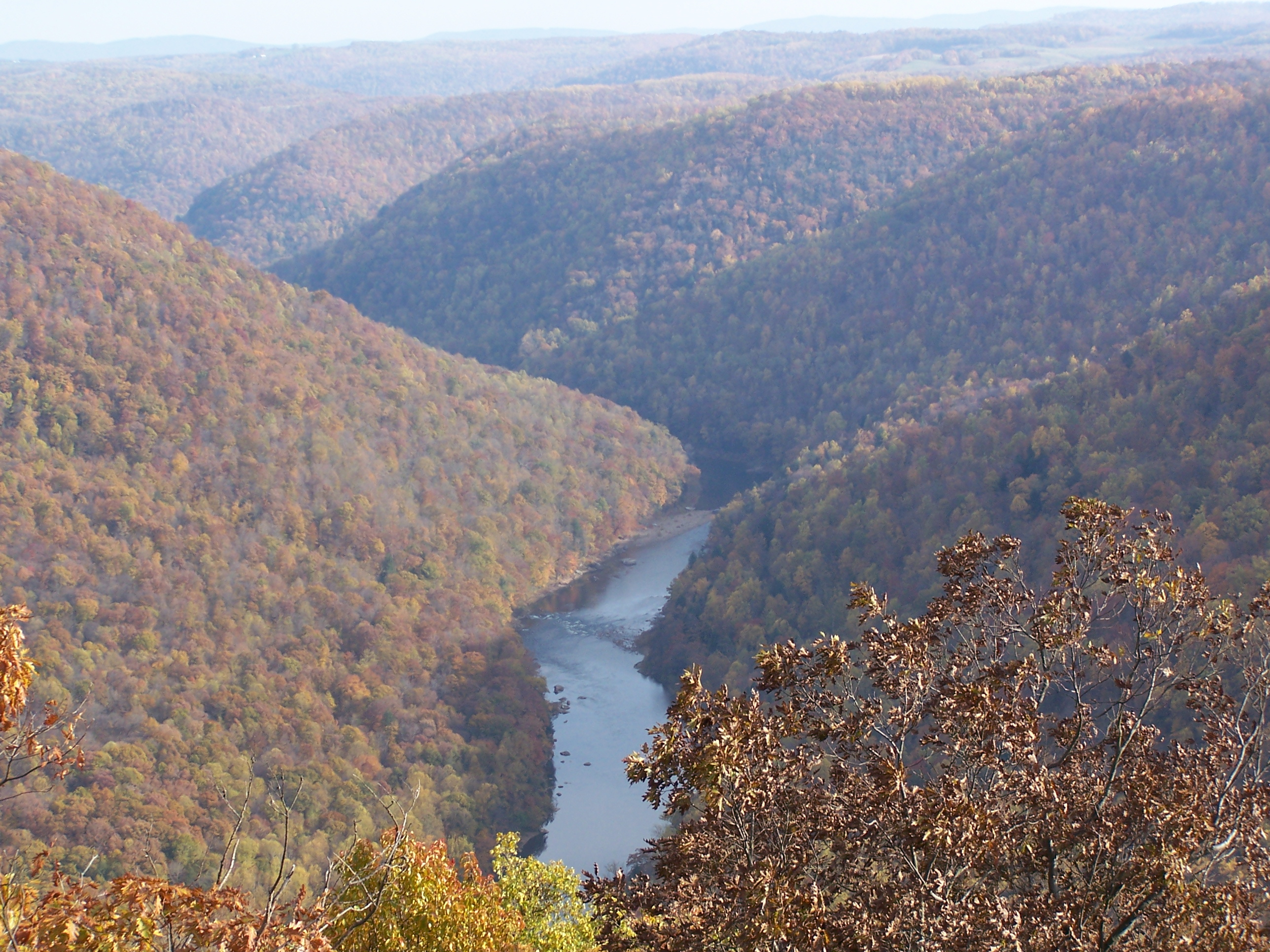
Der Coopers Rock State Forest

Alterspyramide des Preston County

Nach der Volkszählung im Jahr 2000 lebten im Preston County 29.334 Menschen. Davon wohnten 429 Personen in Sammelunterkünften, die anderen Einwohner lebten in 11.544 Haushalten und 8.357 Familien. Die Bevölkerungsdichte betrug 17 Einwohner pro Quadratkilometer. Ethnisch betrachtet setzte sich die Bevölkerung zusammen aus 98,84 Prozent Weißen, 0,29 Prozent Afroamerikanern, 0,11 Prozent amerikanischen Ureinwohnern, 0,15 Prozent Asiaten, 0,02 Prozent Bewohnern aus dem pazifischen Inselraum und 0,05 Prozent aus anderen ethnischen Gruppen; 0,54 Prozent stammten von zwei oder mehr ethnischen Gruppen ab. 0,57 Prozent der Bevölkerung waren spanischer oder lateinamerikanischer Abstammung.
Von den 11.544 Haushalten hatten 31,5 Prozent Kinder und Jugendliche unter 18 Jahre, die bei ihnen lebten. 59,4 Prozent waren verheiratete, zusammenlebende Paare, 9,1 Prozent waren allein erziehende Mütter, 27,6 Prozent waren keine Familien, 23,7 Prozent waren Singlehaushalte und in 11,7 Prozent lebten Menschen im Alter von 65 Jahren oder darüber. Die Durchschnittshaushaltsgröße betrug 2,50 und die durchschnittliche Familiengröße lag bei 2,94 Personen.
Auf das gesamte County bezogen setzte sich die Bevölkerung zusammen aus 23,7 Prozent Einwohnern unter 18 Jahren, 8,0 Prozent zwischen 18 und 24 Jahren, 27,8 Prozent zwischen 25 und 44 Jahren, 25,6 Prozent zwischen 45 und 64 Jahren und 15,0 Prozent waren 65 Jahre alt oder darüber. Das Durchschnittsalter betrug 39 Jahre. Auf 100 weibliche Personen kamen 98,2 männliche Personen. Auf 100 Frauen im Alter von 18 Jahren oder darüber kamen statistisch 95,9 Männer.

Das jährliche Durchschnittseinkommen eines Haushalts betrug 27.927 USD, das Durchschnittseinkommen der Familien betrug 32.904 USD. Männer hatten ein Durchschnittseinkommen von 26.440 USD, Frauen 17.905 USD. Das Prokopfeinkommen betrug 13.596 USD. 14,7 Prozent der Familien und 18,3 Prozent der Bevölkerung lebten unterhalb der Armutsgrenze. Darunter waren 24,4 Prozent der Kinder und Jugendlichen unter 18 Jahren und 14,5 Prozent der Einwohner im Alter ab 65 Jahren.